# Рада комуни (Швеція)

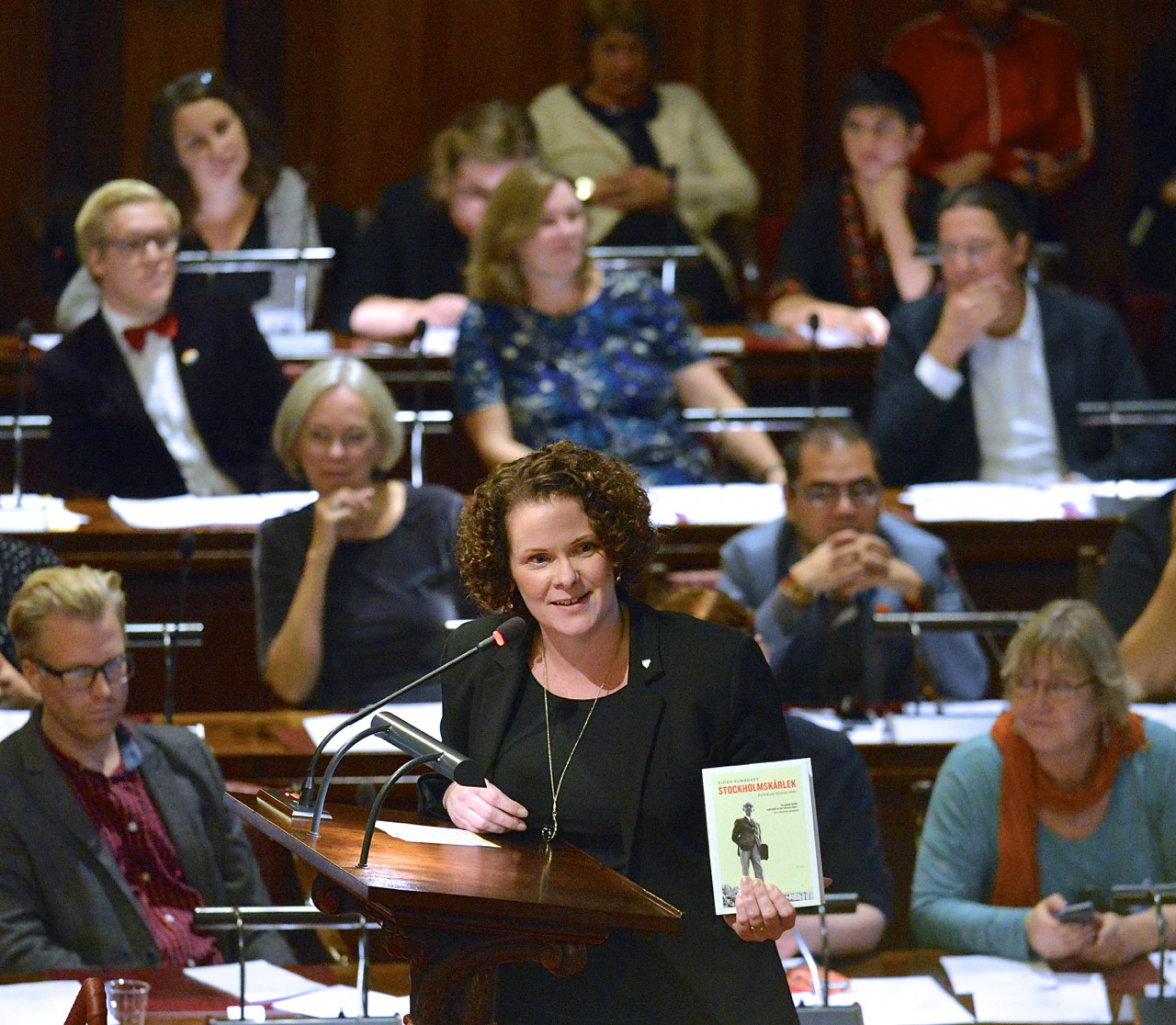
Ради комуни Стокгольм в жовтні 2014 року.

Рада комуни (швед. Kommunfullmäktige) є органом, що приймає рішення та керує кожною з 290 комун Швеції. Хоча Шведський акт про місцеве самоврядування (швед. Kommunallagen) використовує термін «муніципальна асамблея» в англійському перекладі Закону, «рада комуни» (municipal council) і навіть «міська рада» (city council) також використовуються, навіть в офіційному контексті англійською мовою декольками найбільшими комунами Швеції, як-от Мальме та Гетеборг.
Ця система адміністративного поділу була заснована муніципальною реформою 1971 року. До цієї реформи муніципальне управління в Швеції проводилося або kommunalfullmäktige (комунальна рада в сільській місцевості), або stadsfullmäktige (міська рада в міських районах).
Кількість членів кожної асамблеї може становити від 21 до 101, залежно від населення даного муніципалітету. Члени зборів обираються на чотирирічні терміни шляхом виборів із використанням пропорційного представництва за партійними списками. Муніципальні вибори проводяться в другу неділю вересня, в той же день, що й парламентські вибори.
Термін kommunfullmäktige також використовується шведськомовними фінами у Фінляндії, де він відповідає kunnanvaltuusto з тим же значенням.